# 4e étape du Tour de France 1999
Pour un article plus général, voir Tour de France 1999.
La 4e étape du Tour de France 1999 s'est déroulée le mercredi 7 juillet 1999. Elle part de Laval et arrive à Blois. À ce jour (2025), cette étape fut la plus rapide des courses en ligne de toutes les éditions du Tour, avec une vitesse moyenne de 50,36 km/h.

## Classement de l'étape
| \| Classement de l'étape \| Classement de l'étape \| Classement de l'étape \| Classement de l'étape \| Classement de l'étape \| \| Coureur \| Coureur \| Pays \| Équipe \| Temps \| \| --------------------- \| --------------------- \| --------------------- \| ------------------------------ \| --------------------- \| \| 1er \| Mario Cipollini \| Italie \| Saeco-Cannondale \| 3 h 51 min 45 s \| \| 2e \| Erik Zabel \| Allemagne \| Deutsche Telekom \| + 0 s \| \| 3e \| Stuart O'Grady \| Australie \| Crédit Agricole \| + 0 s \| \| 4e \| Tom Steels \| Belgique \| Mapei-Quick Step \| + 0 s \| \| 5e \| Jaan Kirsipuu \| Estonie \| Casino \| + 0 s \| \| 6e \| Nicola Minali \| Italie \| Cantina Tollo-Alexia Alluminio \| + 0 s \| \| 7e \| Christophe Capelle \| France \| BigMat-Auber 93 \| + 0 s \| \| 8e \| Damien Nazon \| France \| La Française des jeux \| + 0 s \| \| 9e \| George Hincapie \| États-Unis \| US Postal Service \| + 0 s \| \| 10e \| Jay Sweet \| Australie \| BigMat-Auber 93 \| + 0 s \| |                    |            |                                |                 |
| |                    |            |                                |                 |
| |                    |            |                                |                 |
| Classement de l'étape |                    |            |                                |                 |
| Coureur | Coureur            | Pays       | Équipe                         | Temps           |
| 1er | Mario Cipollini    | Italie     | Saeco-Cannondale               | 3 h 51 min 45 s |
| 2e | Erik Zabel         | Allemagne  | Deutsche Telekom               | + 0 s           |
| 3e | Stuart O'Grady     | Australie  | Crédit Agricole                | + 0 s           |
| 4e | Tom Steels         | Belgique   | Mapei-Quick Step               | + 0 s           |
| 5e | Jaan Kirsipuu      | Estonie    | Casino                         | + 0 s           |
| 6e | Nicola Minali      | Italie     | Cantina Tollo-Alexia Alluminio | + 0 s           |
| 7e | Christophe Capelle | France     | BigMat-Auber 93                | + 0 s           |
| 8e | Damien Nazon       | France     | La Française des jeux          | + 0 s           |
| 9e | George Hincapie    | États-Unis | US Postal Service              | + 0 s           |
| 10e | Jay Sweet          | Australie  | BigMat-Auber 93                | + 0 s           |

## Classement général
À la suite de ce nouveau sprint, l'Estonien Jaan Kirsipuu (Casino) conserve le maillot jaune de leader. Il devance maintenant l'Australien Stuart O'Grady (Crédit agricole) qui revient à seize secondes du leader alors que le Belge Tom Steels (Mapei-Quick Step)  redescend d'une place avec 31 secondes de retard sur le leader. L'Allemand Erik Zabel (Deutsche Telekom) remonte également en cinquième position juste derrière l'Américain Lance Armstrong (US Postal Service). Mario Cipollini (Saeco-Cannondale) fait son entrée dans le top 10 à la 9e place.
| \| Classement général \| Classement général \| Classement général \| Classement général \| Classement général \| \| Coureur \| Coureur \| Pays \| Équipe \| Temps \| \| ------------------ \| -------------------- \| ------------------ \| ------------------ \| ------------------ \| \| 1er \| Jaan Kirsipuu \| Estonie \| Casino \| 17 h 10 min 40 s \| \| 2e \| Stuart O'Grady \| Australie \| Crédit Agricole \| + 16 s \| \| 3e \| Tom Steels \| Belgique \| Mapei-Quick Step \| + 21 s \| \| 4e \| Lance Armstrong \| États-Unis \| US Postal Service \| DQ \| \| 5e \| Erik Zabel \| Allemagne \| Deutsche Telekom \| + 32 s \| \| 6e \| Abraham Olano \| Espagne \| ONCE-Deutsche Bank \| + 35 s \| \| 7e \| George Hincapie \| États-Unis \| US Postal Service \| + 38 s \| \| 8e \| Christophe Moreau \| France \| Festina-Lotus \| + 39 s \| \| 9e \| Mario Cipollini \| Italie \| Saeco-Cannondale \| + 44 s \| \| 10e \| Alexandre Vinokourov \| Kazakhstan \| Casino \| + 45 s \| |                      |            |                    |                  |
| |                      |            |                    |                  |
| |                      |            |                    |                  |
| Classement général |                      |            |                    |                  |
| Coureur | Coureur              | Pays       | Équipe             | Temps            |
| 1er | Jaan Kirsipuu        | Estonie    | Casino             | 17 h 10 min 40 s |
| 2e | Stuart O'Grady       | Australie  | Crédit Agricole    | + 16 s           |
| 3e | Tom Steels           | Belgique   | Mapei-Quick Step   | + 21 s           |
| 4e | Lance Armstrong      | États-Unis | US Postal Service  | DQ               |
| 5e | Erik Zabel           | Allemagne  | Deutsche Telekom   | + 32 s           |
| 6e | Abraham Olano        | Espagne    | ONCE-Deutsche Bank | + 35 s           |
| 7e | George Hincapie      | États-Unis | US Postal Service  | + 38 s           |
| 8e | Christophe Moreau    | France     | Festina-Lotus      | + 39 s           |
| 9e | Mario Cipollini      | Italie     | Saeco-Cannondale   | + 44 s           |
| 10e | Alexandre Vinokourov | Kazakhstan | Casino             | + 45 s           |

## Classements annexes
| Classement par points | Classement par points | Classement par points | Classement par points | Classement par points |
| Coureur               | Coureur               | Pays                  | Équipe                | Points                |
| --------------------- | --------------------- | --------------------- | --------------------- | --------------------- |
| 1er                   | Jaan Kirsipuu         | Estonie               | Casino                | 131 pts               |
| 2e                    | Tom Steels            | Belgique              | Mapei-Quick Step      | 124 pts               |
| 3e                    | Erik Zabel            | Allemagne             | Deutsche Telekom      | 114 pts               |
| 4e                    | Stuart O'Grady        | Australie             | Crédit Agricole       | 111 pts               |
| 5e                    | George Hincapie       | États-Unis            | US Postal Service     | 89 pts                |

| Classement par points | Classement par points | Classement par points | Classement par points | Classement par points |
| Coureur               | Coureur               | Pays                  | Équipe                | Points                |
| --------------------- | --------------------- | --------------------- | --------------------- | --------------------- |
| 1er                   | Jaan Kirsipuu         | Estonie               | Casino                | 131 pts               |
| 2e                    | Tom Steels            | Belgique              | Mapei-Quick Step      | 124 pts               |
| 3e                    | Erik Zabel            | Allemagne             | Deutsche Telekom      | 114 pts               |
| 4e                    | Stuart O'Grady        | Australie             | Crédit Agricole       | 111 pts               |
| 5e                    | George Hincapie       | États-Unis            | US Postal Service     | 89 pts                |

| Classement de la montagne | Classement de la montagne | Classement de la montagne | Classement de la montagne        | Classement de la montagne |
| Coureur                   | Coureur                   | Pays                      | Équipe                           | Points                    |
| ------------------------- | ------------------------- | ------------------------- | -------------------------------- | ------------------------- |
| 1er                       | Mariano Piccoli           | Italie                    | Lampre-Daikin                    | 9 pts                     |
| 2e                        | Anthony Morin             | France                    | La Française des jeux            | 5 pts                     |
| 3e                        | Massimo Giunti            | Italie                    | Cantina Tollo-Alexia Alluminio   | 5 pts                     |
| 4e                        | Francisco Cerezo          | Espagne                   | Vitalicio Seguros-Grupo Generali | 5 pts                     |
| 5e                        | Laurent Brochard          | France                    | Festina-Lotus                    | 5 pts                     |

| Classement de la montagne | Classement de la montagne | Classement de la montagne | Classement de la montagne        | Classement de la montagne |
| Coureur                   | Coureur                   | Pays                      | Équipe                           | Points                    |
| ------------------------- | ------------------------- | ------------------------- | -------------------------------- | ------------------------- |
| 1er                       | Mariano Piccoli           | Italie                    | Lampre-Daikin                    | 9 pts                     |
| 2e                        | Anthony Morin             | France                    | La Française des jeux            | 5 pts                     |
| 3e                        | Massimo Giunti            | Italie                    | Cantina Tollo-Alexia Alluminio   | 5 pts                     |
| 4e                        | Francisco Cerezo          | Espagne                   | Vitalicio Seguros-Grupo Generali | 5 pts                     |
| 5e                        | Laurent Brochard          | France                    | Festina-Lotus                    | 5 pts                     |

| Classement du meilleur jeune | Classement du meilleur jeune | Classement du meilleur jeune | Classement du meilleur jeune | Classement du meilleur jeune |
| Coureur                      | Coureur                      | Pays                         | Équipe                       | Temps                        |
| ---------------------------- | ---------------------------- | ---------------------------- | ---------------------------- | ---------------------------- |
| 1er                          | Christian Vande Velde        | États-Unis                   | US Postal Service            | 17 h 11 min 27 s             |
| 2e                           | Benoît Salmon                | France                       | Casino                       | + 9 s                        |
| 3e                           | Magnus Bäckstedt             | Suède                        | Crédit Agricole              | + 10 s                       |
| 4e                           | Mario Aerts                  | Belgique                     | Lotto-Mobistar               | + 12 s                       |
| 5e                           | Luis Pérez Rodríguez         | Espagne                      | ONCE-Deutsche Bank           | + 15 s                       |

| Classement du meilleur jeune | Classement du meilleur jeune | Classement du meilleur jeune | Classement du meilleur jeune | Classement du meilleur jeune |
| Coureur                      | Coureur                      | Pays                         | Équipe                       | Temps                        |
| ---------------------------- | ---------------------------- | ---------------------------- | ---------------------------- | ---------------------------- |
| 1er                          | Christian Vande Velde        | États-Unis                   | US Postal Service            | 17 h 11 min 27 s             |
| 2e                           | Benoît Salmon                | France                       | Casino                       | + 9 s                        |
| 3e                           | Magnus Bäckstedt             | Suède                        | Crédit Agricole              | + 10 s                       |
| 4e                           | Mario Aerts                  | Belgique                     | Lotto-Mobistar               | + 12 s                       |
| 5e                           | Luis Pérez Rodríguez         | Espagne                      | ONCE-Deutsche Bank           | + 15 s                       |

| Classement par équipes | Classement par équipes | Classement par équipes | Classement par équipes |
| Équipe                 | Équipe                 | Pays                   | Temps                  |
| ---------------------- | ---------------------- | ---------------------- | ---------------------- |
| 1re                    | US Postal Service      | États-Unis             | 51 h 34 min 03 s       |
| 2e                     | ONCE-Deutsche Bank     | Espagne                | + 4 s                  |
| 3e                     | Crédit Agricole        | France                 | + 19 s                 |
| 4e                     | Festina-Lotus          | France                 | + 20 s                 |
| 5e                     | Casino                 | France                 | + 25 s                 |

| Classement par équipes | Classement par équipes | Classement par équipes | Classement par équipes |
| Équipe                 | Équipe                 | Pays                   | Temps                  |
| ---------------------- | ---------------------- | ---------------------- | ---------------------- |
| 1re                    | US Postal Service      | États-Unis             | 51 h 34 min 03 s       |
| 2e                     | ONCE-Deutsche Bank     | Espagne                | + 4 s                  |
| 3e                     | Crédit Agricole        | France                 | + 19 s                 |
| 4e                     | Festina-Lotus          | France                 | + 20 s                 |
| 5e                     | Casino                 | France                 | + 25 s                 |